# Dervenská soutěska

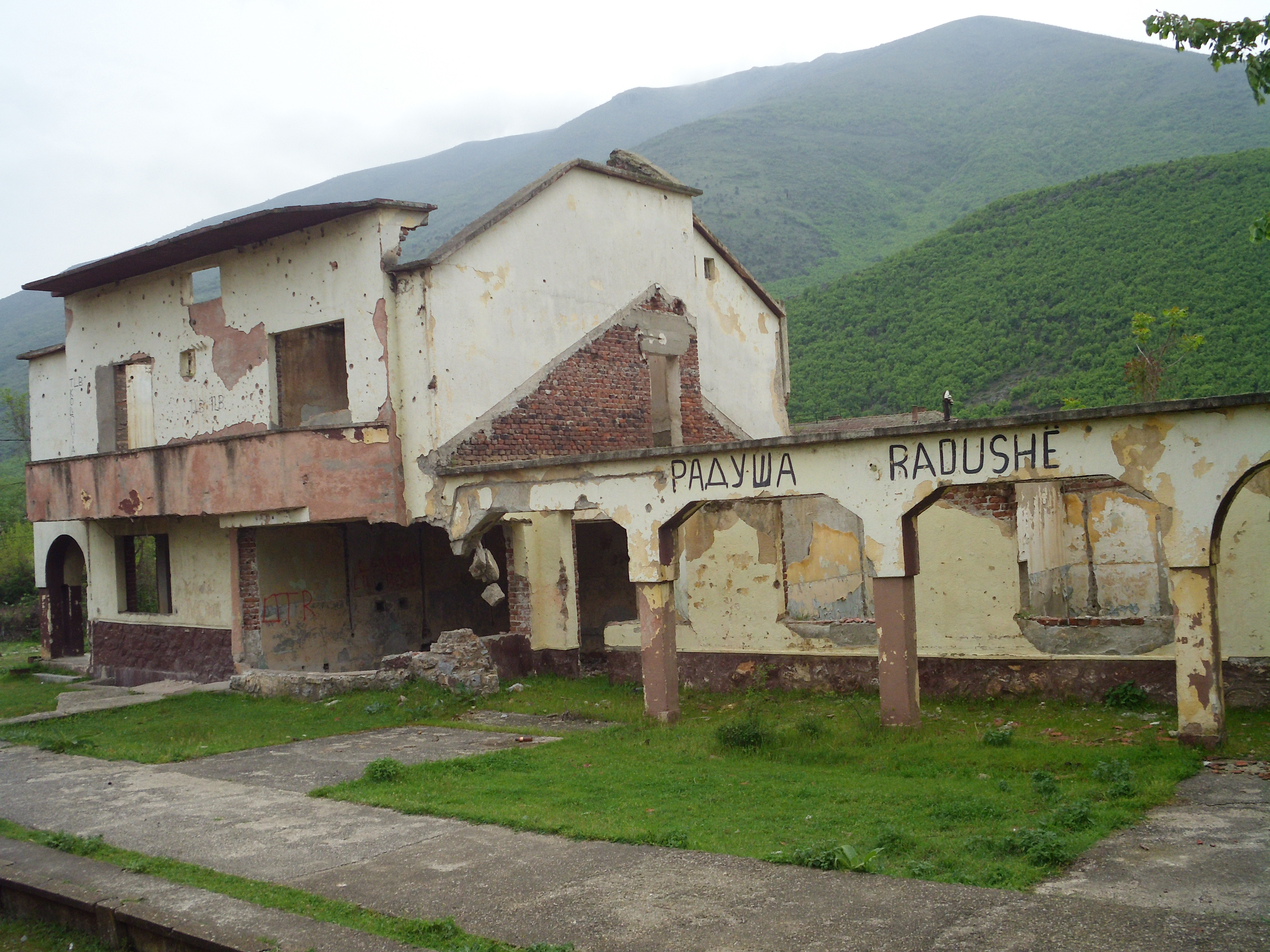
Pozůstatky nádraží v obci Raduša v Dervenské soutěsce.

Dervenská soutěska (makedonsky Дервенска клисура), známá také jako Žedenská soutěska (podle nedalekého pohoří Žeden; makedonsky Жеденска клисуа) se nachází v severozápadní části Severní Makedonie, u hranice s Kosovem. Hluboké údolí, které je dlouhé 21,5 km, vyhloubila podloží řeka Vardar. 
Údolí řeky se zde nachází v nadmořské výšce 300 m, nejvyšší vrcholky okolních hor dosahují až 1200 m výšky. Soutěska spojuje Položskou kotlinu s severomakedonskou metropolí Skopje. S výjimkou trati Skopje–Kičevo a silnice regionálního významu tudy nejsou vedené významnější dopravní tahy. V údolí se nachází několik vesnic (Dvorce, Dolno Orašje, Raduša. V okolí těchto vesnic se nachází několik dolů. Nachází se zde také pozůstatky pevnosti Oraško kale.